# Julie Heine
Julie Heine (* 22. Februar 1855 in Preetz, Herzogtum Holstein; † 20. März 1935 in München) war eine deutsche Malerin der Düsseldorfer Schule.

## Leben
Julie Heine studierte Malerei in Düsseldorf. Dort nahm sie 1878 Privatunterricht bei dem Akademieprofessor Eduard von Gebhardt. In der zweiten Hälfte der 1880er Jahre ist sie auf Kloster Preetz als private Zeichenlehrerin der angehenden Malerin Franziska zu Reventlow greifbar. In späteren Jahren lebte sie in München, wo sie im Alter von 80 Jahren starb.